# Brandan Stith
Brandan Stith (Denver, 17 novembre 1994) è un cestista statunitense.
È il figlio dell'ex cestista e allenatore Bryant Stith, nonché fratello del cestista B.J. Stith.